# Pogrom de Tripoli de 1948
Pour les articles homonymes, voir Pogrom de Tripoli.

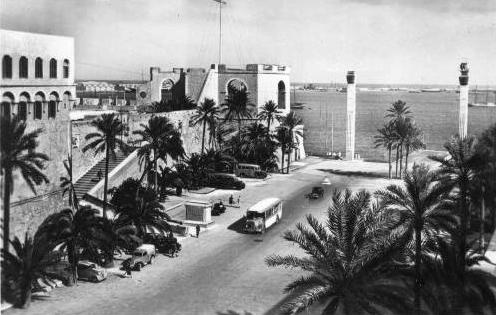
Pogrom de Tripoli (1945-1955)

Le pogrom de Tripoli de 1948 est le nom de violentes émeutes anti-juives à Tripoli et dans les localités environnantes alors que la Libye était sous administration militaire britannique.
Les émeutes conduisent à la mort de 13 à 14 Juifs et 4 Arabes ainsi qu'à la destruction de 280 maisons juives.

Les événements se sont produits le 12 juin 1948 au cours de la guerre israélo-arabe de 1948. Les Juifs ayant subi un pogrom à Tripoli faisant 140 victimes 3 ans plus tôt se préparèrent à ces émeutes lorsque les tensions au Proche-Orient se répercutèrent sur les Arabes libyens.
Ces faits, avec le pogrom de Tripoli de 1945, constituent un tournant dans l'histoire des Juifs en Libye, et vont conduire la communauté juive à émigrer en masse vers Israël entre 1949 et 1952.